# Барвінська Феодосія Андріївна
Феодо́сія Андрі́ївна Барві́нська (*30 травня (11 червня) 1899, Суми — 12 жовтня 1966, Київ) — українська радянська актриса, народна артистка УРСР (з 1943 року).

## Біографія
Народилася 30 травня (11 червня) 1899 року в місті Сумах в акторській сім'ї. В 14 років розпочала творчу працю на сцені. У 1921–1958 роках працювала в Київському театрі імені Франка. Нагороджена орденом Трудового Червоного Прапора.

Могила Феодосії Барвінської

Померла 12 жовтня 1966 року. Похована в Києві на Байковому кладовищі.

## Творчість
Внутрішній драматизм і гострота форми — головні риси творчої манери артистки. Серед ролей Барвінської: Оксана («Гайдамаки» за поемою Шевченка), Наташа, Софія («Суєта», «Безталанна» Карпенка-Карого), Коринкіна («Без вини винуваті» Островського), Ліда («Платон Кречет» Корнійчука), Стехи («Назар Стодоля» Шевченка) та інші.
Знімалась також в кіно («Іван», «Червона хустина», «Під золотим орлом»).